# Calvin e o Coronel

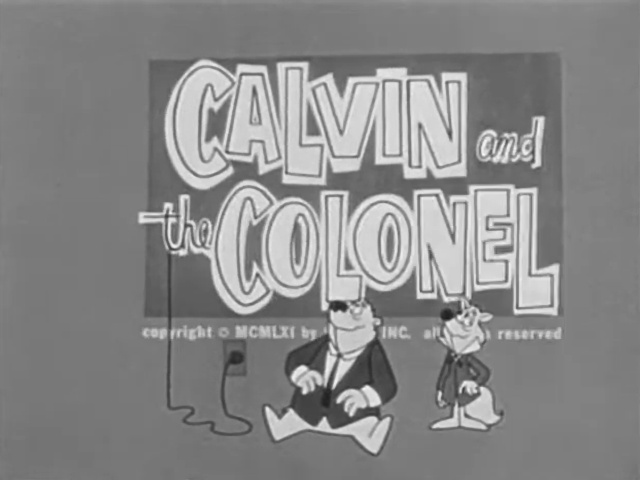
Ilustração do desenho animado Calvin e o Coronel, a preto e branco.

Calvin e o Coronel é um desenho animado produzido nos Estados Unidos.
O desenho produzido entre 1961 a 1962 (25 episódios) contava as armações do Coronel (Coronel Montgomery J. Klaxon) uma raposa esperta e oportunista, e seu sempre companheiro Calvin (Calvin Burnside), um urso, bonachão e de pouca inteligência. O desenho contava ainda com a participação da esposa do Coronel, Maggie Belle e sua mal humorada e odiada irmã Sue.
Deve-se destacar a postura sempre politicamente incorreta do Coronel que em meio a artimanhas e trapaças procurava levar vantagens em tudo, e claro ganhar dinheiro com o mínimo de esforço. Seu companheiro Calvin era um fumante inveterado, que estava sempre as voltas com seu charuto. O desenho teve episódios memoráveis como o que Coronel resolve comprar um refrigerador que vinha cheio de comida grátis, e após um dia de uso resolve devolver o aparelho, alegando insatisfação…mas claro, que sem a comida.
Em outro episódio Clássico, a irmã Sue comenta que um amigo da família, que vive sozinho, devia procurar uma companheira: "alguém como eu, com meus adoráveis quarenta aninhos…"
Coronel: "Adoráveis 40? Irmã Sue, você não só já passou dos atormentados 50 como já está no final dos desesperados 60!"